# Rajas
Rajas (Sanskrit, n., रजस्, rajas) ist in der indischen Philosophie und im Hinduismus eine der drei Gunas (Eigenschaften) der feinstofflichen Materie.
Die  Gunas wurden ursprünglich in der Samkhya-Philosophie systematisiert und stellen Charakteristika der Prakriti (Urmaterie) dar. Die Guna-Lehre fand später auch Eingang in den Vedanta und gehört heute zum hinduistischen Allgemeingut. 
Jede der drei Gunas hat unterschiedliche Eigenschaften. Rajas ist die Leidenschaft und stellt somit das dynamische und kämpferische Element dar. Ihm wird die Farbe Rot zugeordnet. Die Leidenschaft ist „stützend“ (upastambhaka) und beweglich (chala). Rajas verursacht jede Art von Bewegung und veranlasst im Körper die Tätigkeit der Atemkräfte (pranada) und der Tatorgane (karmendriya). Rajas wirkt antreibend und betrübend und gehört zur Unreinheit (ashuddhi).
Auf das Ich-Bewusstsein hat das Verhältnis der drei Gunas wesentlichen Einfluss. Überwiegt Rajas, so wird es das „Glutreiche“ (taijasa) genannt. Es wird davon ausgegangen, dass die Menschen generell unter dem Bann der Leidenschaft stehen. Rajas steht daher für Rastlosigkeit, Bewegung und Energie.
Die anderen beiden Gunas sind Sattva und Tamas.